# Reitia
Reitia (Venetiska: 𐌓𐌄:𐌉:𐌕𐌉:𐌀) var en framstående gudinna ur de adriatiska veneternas mytologi. Hon tillhör de mest välkända av veneternas gudar, och inskriptioner som dedikerade votivgåvor till Reitia är en av de främsta källorna till de adriatiska veneternas skriftspråk.
Reitias plats i den venetiska religionen är inte helt klar, men det framstår som tydligt att hon var en av religionens främsta gudar, då hennes betydelse framgår genom de många arkeologiska lämningarna efter hennes kult. Ett särskilt stort fynd återfanns i form av offergåvor i Baratella nära Este. 
Namnet Reitia har av Marcel Detienne tolkats som "Den som skriver". Veneterna kallade henne bland annat vid epiteten Śahnate, helaren, och Pora, den goda. Romarna identifierade henne genom Interpretatio graeca med gudinnan Diana (i sin tur identifierad med Artemis), och det tycks utifrån inskriptioner som om hon åkallades i egenskap av hälsans gudinna och ombads att hela de sjuka. Strabo uppgav att folken i norra Italien dyrkade "Artemis" främst bland alla gudar, och då Reitia identifierades av romarna med Artemis/Diana, tycks han ha syftat på henne. 

## Eftermäle
En geologisk formation på planeten Venus, Reitia Chasma, fick sitt namn efter henne. 